# Zehn Millionen Kinder. Die Erziehung der Jugend im Dritten Reich
Zehn Millionen Kinder. Die Erziehung der Jugend im Dritten Reich von Erika Mann erschien 1938 im Querido Verlag, Amsterdam, als „politisches Lehrbuch“ über die wahren Verhältnisse in Adolf Hitlers „Tausendjährigem Reich“. Unter dem Titel School for Barbarians. Education under the Nazis war dieses Buch Erika Manns wenige Monate vorher in den USA beim Verlag Modern Age, New York, zuerst in englischer Sprache veröffentlicht worden. Nach drei Monaten waren schon 40.000 Exemplare verkauft.
Nach dem Krieg wurde eine deutsche Ausgabe erstmals 1986 in der edition spangenberg im Ellermann Verlag veröffentlicht.

## Inhalt
Ihr Vater Thomas Mann schrieb in der Einführung: „[…] Es ist merkwürdig genug, wie fruchtbar für die Gesamt-Erkenntnis der national-sozialistischen Sinnesart das Sonder-Thema des Buches, der erzieherische Gesichtspunkt sich erweist. Daß gerade eine Frau ihn wählte, hat nichts Überraschendes; aber überraschend ist, ein wie umfassendes und vollständig unterrichtendes Charakterbild des Hitler-Staates bei dieser thematischen Beschränkung zustande kommt […].“
In drei großen Kapiteln – Familie, Schule, Staatsjugend – untersucht Erika Mann, wie in Nazi-Deutschland die Kinder und Jugendlichen auf ihre Rolle in der Diktatur eingeschworen wurden. Sie verzichtet auf theoretische Darstellungen, um konkrete Beispiele aus Reden, Verwaltungserlassen, Aufsätzen, aus Zeitungen und Schulbüchern zu analysieren und ergänzt diese um persönliche Erlebnisse.

## Entstehungsgeschichte
In einem Nachwort der Neuausgabe von 1997 im Rowohlt Verlag berichtet die Erika-Mann-Biografin Irmela von der Lühe über die Hintergründe der Entstehung.
Heute gilt das Buch als ein klassisches Dokument der Zeitgeschichte und bewegendes Stück Exilliteratur.